# Grisslingefjärden
Grisslingefjärden, eller Grisslingen som den också kallas, är en fjärd vid Värmdö i Stockholms innerskärgård. I anslutning finns Grisslinge havsbad med bland annat simskola på sommaren.